# Distretto di Lubartów
Il distretto di Lubartów (in polacco powiat lubartowski) è un distretto polacco appartenente al voivodato di Lublino.

## Geografia antropica

### Suddivisioni amministrative
Il distretto comprende 13 comuni.
- Comuni urbani: Lubartów
- Comuni urbano-rurali: Kock, Ostrów Lubelski
- Comuni rurali: Abramów, Firlej, Jeziorzany, Kamionka, Lubartów, Michów, Niedźwiada, Ostrówek, Serniki, Uścimów